# Lepidopsetta mochigarei
Espèce
Lepidopsetta mochigarei est une espèce de poissons plats appartenant à la famille des Pleuronectidae. Il vit dans le nord de l'Océan Pacifique.